# Trubarevo
Trubarevo (cyr. Трубарево) – wieś w Serbii, w okręgu rasińskim, w gminie Ćićevac. W 2011 roku liczyła 108 mieszkańców.